# Chapelle Santa Monica de Naples
La chapelle Santa Monica (Sainte-Monique) est une chapelle de Naples dédiée à sainte Monique faisant partie de l'ensemble de San Giovanni a Carbonara. Elle remonte au XVe siècle.

## Histoire et description
La chapelle est fondée par le prince Ruggiero Sanseverino, comte de Tricarico (mort en 1433) et époux de Covella Ruffo comtesse de Corigliano Calabro, dont les blasons apparaissent sur les bases des colonnes du portail et sur le monument funéraire du prince à l'intérieur. C'est un témoignage important de l'architecture de la Renaissance napolitaine. 

### Extérieur
Le portail d'entrée en marbre est d'inspiration gothique de la première moitié du XIVe siècle. Il est décoré de statuettes de saints. À gauche, les niches abritent de bas en haut celles de Sainte Agathe, Sainte Catherine et Sainte Barbe; celles de droite, Sainte Anastasie, Sainte Apollonie et Sainte Ursule. La partie supérieure présente quatre statues dans les deux colonnes. En haut, la partie inférieure présente la scène de l'Annonciation, en haut à gauche, Saint Jean-Baptiste et à droite, Saint Augustin. La partie centrale du tympan montre une fresque de la Vierge en gloire attribuée à Leonardo da Besozzo. Elle est surmontée d'un bas-relief de deux anges soutenant un ovale avec le visage du Christ bénissant et tout en haut une statuette de la Vierge.

### Intérieur
La chapelle est de plan rectangulaire avec deux baies et des voûtes à croisée. Elle est terminée par une abside plate alignée sur la paroi de droite de l'abside de l'église San Giovanni a Carbonara. 
La seule œuvre originale conservée à l'intérieur est le monument funéraire de Ruggiero Sanseverino du Florentin Andrea Guardi, datant des années 1430. Son style fait penser à celui du monument funéraire de Ladislas de Durazzo du même Guardi qui se trouve de l'autre côté du mur dans l'église San Giovanni a Carbonara. Le monument, fixé sur la paroi, consiste en un grand tabernacle soutenu de quatre piliers remplis de frises dont les bases présentent les blasons des Sanseverino et des Ruffo. Les piliers sont composés de niches avec seize statuettes d'apôtres (sauf saint Jean) des prophètes Daniel, Moïse et Élie, de l'Archange Gabriel et de la Vierge. Le tout est surmonté d'un bas-relief du Christ bénissant dans une mandorle, soutenue par deux anges, au milieu du tympan triangulaire. À l'intérieur de cette architecture de marbre, le tombeau lui-même, en forme de sarcophage, est soutenu par les statues de La Foi, de L'Espérance et de La Charité (les  vertus théologales). Le devant du coffre sépulcral compte cinq niches: la niche centrale plus large montre une Vierge à l'Enfant entre deux anges, celles de côté, de gauche à droite Saint Jean-Baptiste, Sainte Catherine, Saint Jean l'Évangéliste et Sainte Lucie. Au-dessus du coffre, le gisant de Ruggiero Sanseverino présente son profil de gauche. Il est surmonté d'un baldaquin sur le faîte duquel se trouve une Crucifixion entre la Vierge à gauche et saint Jean à droite.

## Source de la traduction
- (it) Cet article est partiellement ou en totalité issu de l’article de Wikipédia en italien intitulé « Cappella di Santa Monica (Napoli) » (voir la liste des auteurs).